# Novokuznetsk
Novokuznetsk (en ruso: Новокузнецк, shor Aba-Tura, khakas.Aba-Tura, altái Aba-Tura) es una ciudad ubicada en el óblast de Kémerovo, Rusia, a la orilla del río Tom —un afluente por la derecha del Obi— en la cuenca minera de Kuznetsk. 
Tiene una población de 549 870 habitantes (2002).

## Historia

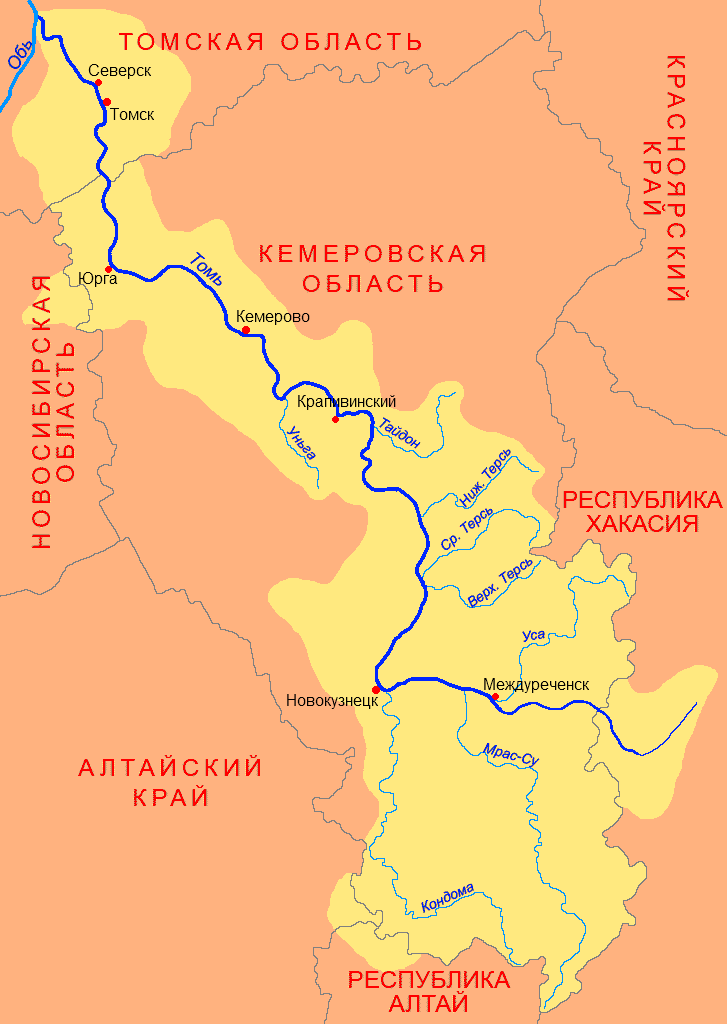
Mapa en ruso del río Tom (Томь) en el que aparece en su curso alto Novokuznetsk (Новокузнецк)

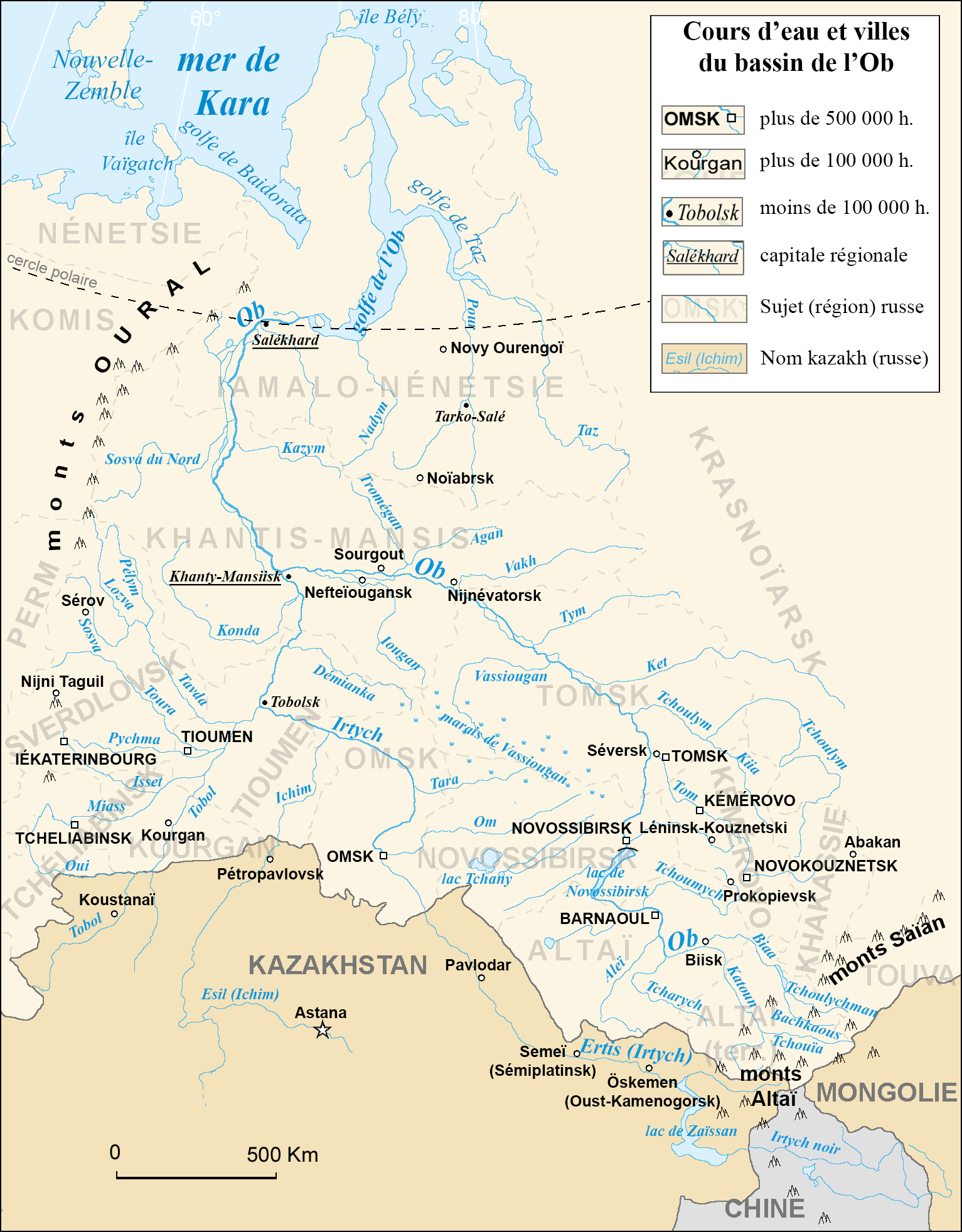
Mapa del Obi en el que aparece Novokuznetsk

Fundado en 1617 por los cosacos como una fortaleza rusa a la que llamaron Kuznetsk. En este lugar Fiódor Dostoyevski se casó con su primera esposa, María Isáyeva (1857). 
La ciudad empezó a cambiar con el tendido de la vía férrea hasta Kuznetsk en 1914 y, más tarde, en 1927, con la construcción de la planta de acero. La industrialización rápida de la Unión Soviética durante el período de Stalin transformó una ciudad estancada en un importante centro de extracción de carbón y centro industrial en los años 1930. Entre 1931 y 1932 conocían a la ciudad como Novokuznetsk y entre 1932 y 1961  cambió su nombre a Stálinsk, en honor a Iósif Stalin. En 1961 retomó el nombre de Novokuznetsk. 
Cuenta con industrias siderúrgicas, químicas, de aluminio y de coque.
Se distribuye en diversos distritos urbanos entre los que destacan Kúybyshevsky, Kuznetsky, Novoilyinsky, Ordzhonikídzevsky, Tsentralny y Zavodsky.

## Ciencia y cultura
- Universidad Industrial Estatal de Siberia (en ruso: СибГИУ).[4]
- Instituto de Formación Empresarial.[5]
- Filial de la Universidad Politécnica de Tomsk (en ruso: НФ ТПУ).[6]
- Filial de la Universidad Estatal de Kémerovo (en ruso: НФИ КемГУ).[7]
- Filial de la Universidad Técnica Estatal del Kuzbass (en ruso: ГУ КузГТУ).[8]
- Filial de la Universidad Estatal de Arquitectura de Tomsk (en ruso: НФ ТГАСУ).[9]
- Filial de la Universidad Estatal de Economía, Estadística e Informática de Moscú (en ruso: МЭСИ).[10]

- Representación del Instituto de Economía y Derecho de Tomsk (en ruso: НФ ТГАСУ).[11]

- Casa-Museo de Vladímir Alexéyevich Chivilijin.[12]

- Museo de Historia y Arquitectura "Fortaleza de Kuznetsk".[13] Fundado el 28 de noviembre de 1991

Esposición "La vida en el Kusnetsk entre los siglos XIX y XX. Se realizan visitas guiadas a la fortaleza.
- Museo Memorial de Fiódor M. Dostoyevski.[14] Fundado e inaugurado el 18 de mayo de 1980.

La exposición narra el amor entre Fiódor Dostoyevski y María Isayeva y su boda en la ciudad, Además cuenta con una extensa biblioteca, colecciones de fotografías, carteles y programas relacionados con las obras del escritor, así como una colección de pequeños manuscritos.
- Museo de Historia de Novokuznetsk.[15] Fundado en 1912 e inaugurado en 1927.

El museo ofrece exhibiciones sobre recursos naturales, fauna y flora de la región, conferencias y visitas sobre la historia, etnografía, arqueología, la guerra civil y la revolución, la Gran Guerra Patria y el desarrollo moderno de la ciudad.
- Museo de Arte de Novokuznetsk.[16] Fundado el 17 de junio de 1961 e inaugurado el 1 de agosto de 1961.

Se trata del primer museo de arte de la zona. En la colección del museo se incluyen colecciones sobre el arte local, sección de arte ruso de los siglos XVIII-XIX con obras de pintores como A. Venetsianov, T. Neff, I. Levitan o L. Turshanskiy, procedentes de la antigua provincia de Tomsk, sección sobre artistas del siglo XX como P. Petorvíchev, Z. Serebryakova, R. Falk, A. Osmerik, A. Lentulov, P. Kuznetsova, I. Grabar, E. E. Moiseyenko. Además de pintores de Moscú, también los hay siberianos como N. Gritsyuk, A. Pozdeyev o N. Rybakov.

## Demografía
| 1931  | 1939 | 1956  | 1959  | 1962  | 1967  | 1970  | 1973  | 1976  | 1979  | 1982  | 1986  | 1989  |
| ----- | ---- | ----- | ----- | ----- | ----- | ----- | ----- | ----- | ----- | ----- | ----- | ----- |
| 45,0  | 169  | 347   | 376,7 | 410   | 493   | 499,2 | 513   | 527   | 541,4 | 556   | 583   | 599,9 |
| 1992  | 1996 | 1998  | 2000  | 2001  | 2002  | 2003  | 2005  | 2006  | 2007  | 2008  | 2010  |       |
| 600,2 | 583  | 564,0 | 561,6 | 562,3 | 549,9 | 549,9 | 563,3 | 562,4 | 560,9 | 562,2 | 563,5 |       |

## Clima
| Parámetros climáticos promedio de Novokuznetsk (normales 1991–2020, extremos 1955–presente) | Parámetros climáticos promedio de Novokuznetsk (normales 1991–2020, extremos 1955–presente) | Parámetros climáticos promedio de Novokuznetsk (normales 1991–2020, extremos 1955–presente) | Parámetros climáticos promedio de Novokuznetsk (normales 1991–2020, extremos 1955–presente) | Parámetros climáticos promedio de Novokuznetsk (normales 1991–2020, extremos 1955–presente) | Parámetros climáticos promedio de Novokuznetsk (normales 1991–2020, extremos 1955–presente) | Parámetros climáticos promedio de Novokuznetsk (normales 1991–2020, extremos 1955–presente) | Parámetros climáticos promedio de Novokuznetsk (normales 1991–2020, extremos 1955–presente) | Parámetros climáticos promedio de Novokuznetsk (normales 1991–2020, extremos 1955–presente) | Parámetros climáticos promedio de Novokuznetsk (normales 1991–2020, extremos 1955–presente) | Parámetros climáticos promedio de Novokuznetsk (normales 1991–2020, extremos 1955–presente) | Parámetros climáticos promedio de Novokuznetsk (normales 1991–2020, extremos 1955–presente) | Parámetros climáticos promedio de Novokuznetsk (normales 1991–2020, extremos 1955–presente) | Parámetros climáticos promedio de Novokuznetsk (normales 1991–2020, extremos 1955–presente) |
| Mes                                                                                         | Ene.                                                                                        | Feb.                                                                                        | Mar.                                                                                        | Abr.                                                                                        | May.                                                                                        | Jun.                                                                                        | Jul.                                                                                        | Ago.                                                                                        | Sep.                                                                                        | Oct.                                                                                        | Nov.                                                                                        | Dic.                                                                                        | Anual                                                                                       |
| ------------------------------------------------------------------------------------------- | ------------------------------------------------------------------------------------------- | ------------------------------------------------------------------------------------------- | ------------------------------------------------------------------------------------------- | ------------------------------------------------------------------------------------------- | ------------------------------------------------------------------------------------------- | ------------------------------------------------------------------------------------------- | ------------------------------------------------------------------------------------------- | ------------------------------------------------------------------------------------------- | ------------------------------------------------------------------------------------------- | ------------------------------------------------------------------------------------------- | ------------------------------------------------------------------------------------------- | ------------------------------------------------------------------------------------------- | ------------------------------------------------------------------------------------------- |
| Temp. máx. abs. (°C)                                                                        | 4.2                                                                                         | 7.9                                                                                         | 18.3                                                                                        | 30.6                                                                                        | 34.8                                                                                        | 36.7                                                                                        | 36.0                                                                                        | 35.9                                                                                        | 34.7                                                                                        | 24.9                                                                                        | 17.4                                                                                        | 7.3                                                                                         | 36.7                                                                                        |
| Temp. máx. media (°C)                                                                       | −10.9                                                                                       | −6.0                                                                                        | 1.3                                                                                         | 11.8                                                                                        | 19.2                                                                                        | 24.5                                                                                        | 25.5                                                                                        | 24.1                                                                                        | 16.8                                                                                        | 9.1                                                                                         | -2.5                                                                                        | −8.6                                                                                        | 8.7                                                                                         |
| Temp. media (°C)                                                                            | −15.9                                                                                       | −12.9                                                                                       | -5.2                                                                                        | 4.2                                                                                         | 11.5                                                                                        | 17.0                                                                                        | 19.0                                                                                        | 16.5                                                                                        | 9.9                                                                                         | 3.0                                                                                         | -6.5                                                                                        | −13.2                                                                                       | 2.3                                                                                         |
| Temp. mín. media (°C)                                                                       | −20.5                                                                                       | −18.2                                                                                       | -10.9                                                                                       | -3.0                                                                                        | 4.0                                                                                         | 9.1                                                                                         | 12.5                                                                                        | 9.5                                                                                         | 4.6                                                                                         | -1.7                                                                                        | -10.0                                                                                       | −17.5                                                                                       | -3.5                                                                                        |
| Temp. mín. abs. (°C)                                                                        | −47.7                                                                                       | −42.2                                                                                       | −33.9                                                                                       | −26.1                                                                                       | −8.9                                                                                        | −1.4                                                                                        | 2.2                                                                                         | 0.2                                                                                         | −6.7                                                                                        | -23.0                                                                                       | −37.7                                                                                       | -42.8                                                                                       | '                                                                                           |
| Precipitación total (mm)                                                                    | 24.7                                                                                        | 16.5                                                                                        | 19.3                                                                                        | 28.8                                                                                        | 43.4                                                                                        | 56.4                                                                                        | 73.1                                                                                        | 61.7                                                                                        | 41.9                                                                                        | 38.4                                                                                        | 40.0                                                                                        | 31.2                                                                                        | 475.4                                                                                       |
| Días de lluvias (≥ 1 mm)                                                                    | 0.4                                                                                         | 0                                                                                           | 2                                                                                           | 9                                                                                           | 15                                                                                          | 16                                                                                          | 16                                                                                          | 15                                                                                          | 14                                                                                          | 11                                                                                          | 4                                                                                           | 1                                                                                           | 103                                                                                         |
| Días de nevadas (≥ 1 mm)                                                                    | 20                                                                                          | 18                                                                                          | 15                                                                                          | 11                                                                                          | 3                                                                                           | 0.1                                                                                         | 0                                                                                           | 0                                                                                           | 1                                                                                           | 11                                                                                          | 19                                                                                          | 23                                                                                          | 121                                                                                         |
| Humedad relativa (%)                                                                        | 81                                                                                          | 78                                                                                          | 74                                                                                          | 66                                                                                          | 60                                                                                          | 68                                                                                          | 73                                                                                          | 75                                                                                          | 75                                                                                          | 77                                                                                          | 82                                                                                          | 82                                                                                          | 74                                                                                          |
| Fuente: Pogoda.ru.net                                                                       |                                                                                             |                                                                                             |                                                                                             |                                                                                             |                                                                                             |                                                                                             |                                                                                             |                                                                                             |                                                                                             |                                                                                             |                                                                                             |                                                                                             |                                                                                             |

## Transportes
- Aeropuerto (Novokuznetsk-Spichenkovo), situado a unos 20 km. con enlaces a Moscú, Sochi, Anapa, San Petersburgo, Jabarovsk y Vladivostok.
- Ferrocarril en la ruta Novokuznetsk-Novosibirsk y otras líneas del Óblast de Kémerovo con enlaces a Belovo, Mezhduréchensk, Tashtagol, etc.
- Autobús: estación de autobuses con 47 rutas interurbanas. Hay 93 líneas de autobuses urbanos.
- Trolebús: 5 líneas de trolebús.
- Tranvía: la ciudad cuenta con 9 líneas de tranvía. Novokuznetsk fue la primera ciudad en disponer de tranvía en siberia occidental, solo unos meses antes que Novosibirsk. Fue la segunda ciudad de Rusia (al este de los Urales) en disponer de este medio de transporte, tras Vladivostok.

## Galería

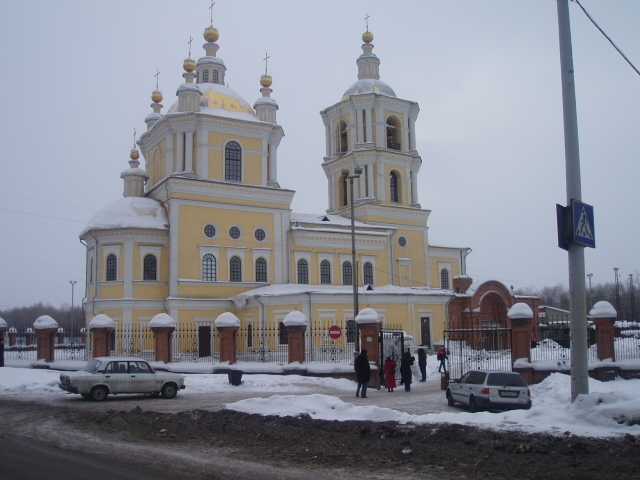
Iglesia de Novokuznetsk
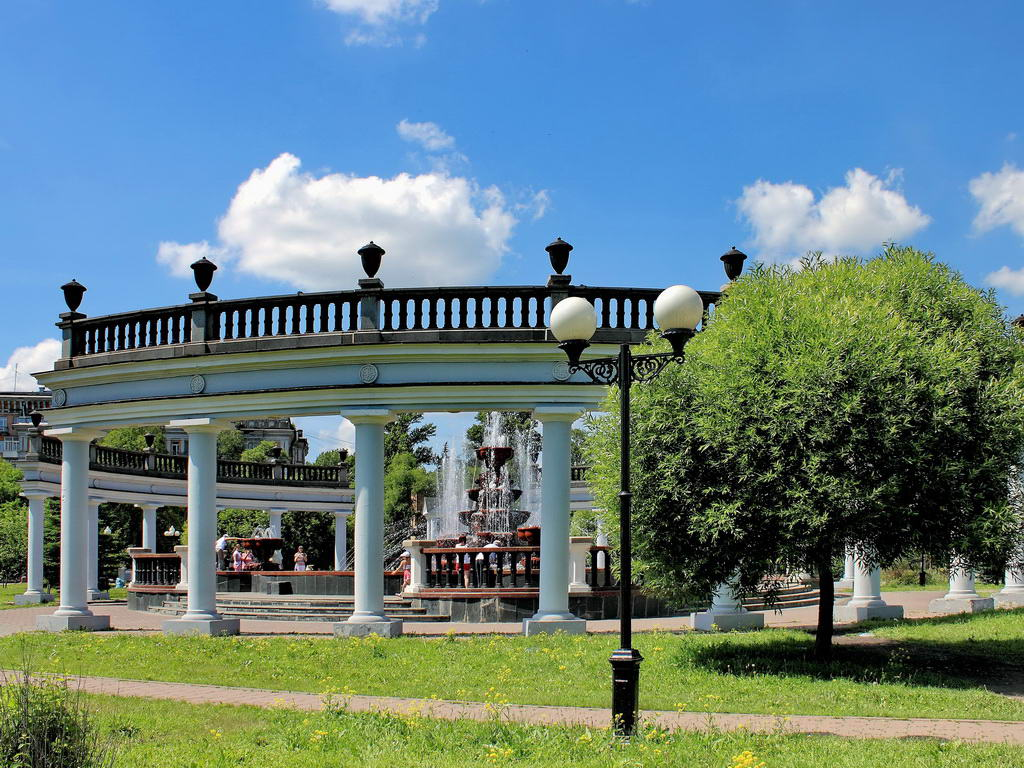
Parque "Metalúrgov"
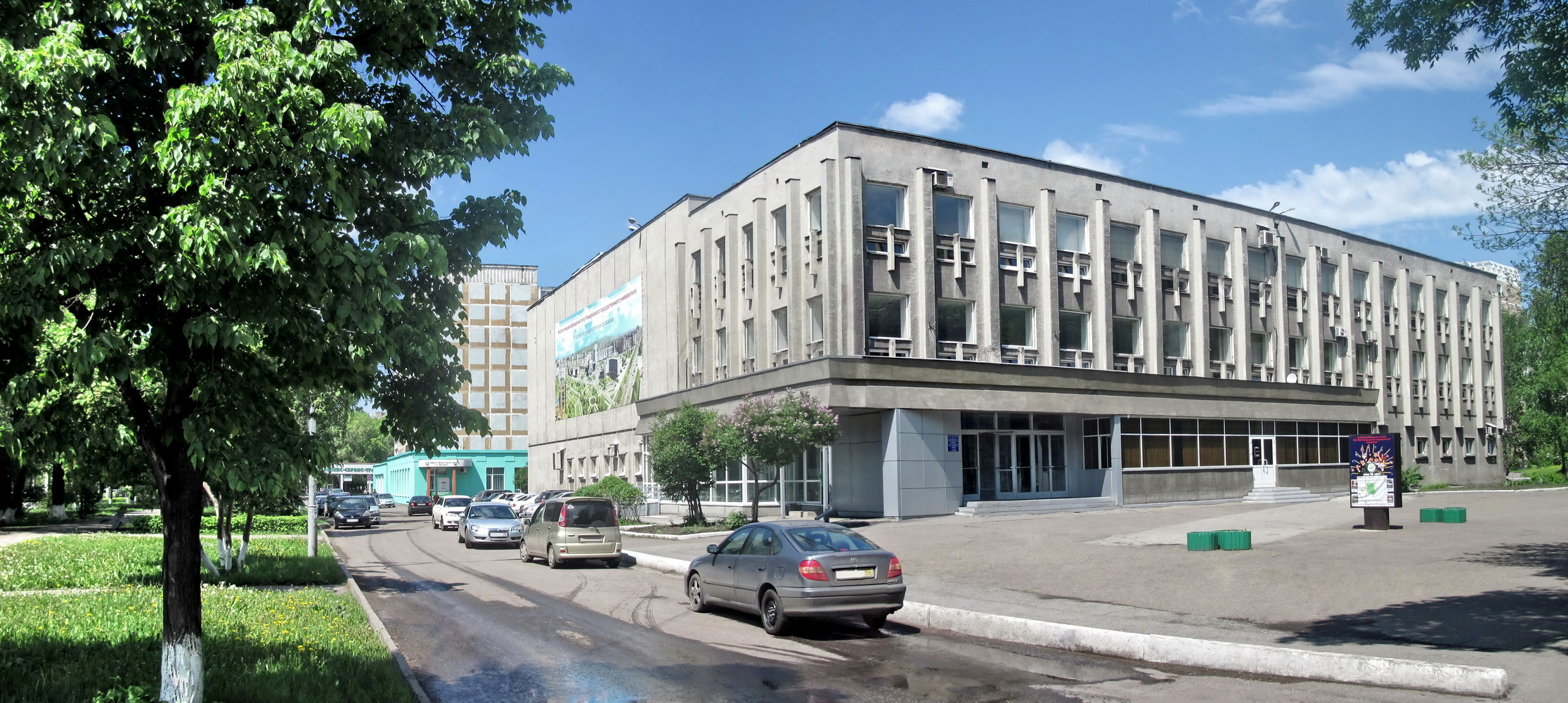
Universidad Estatal de Kémerovo (КемГУ) en Novokuznetsk
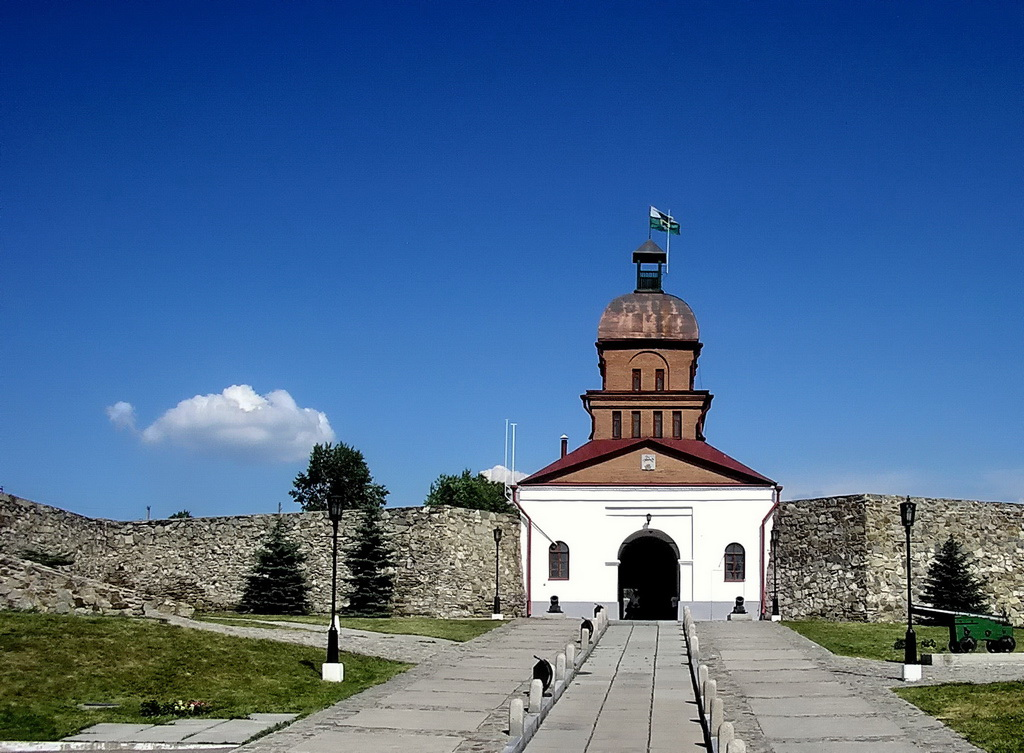
Fortaleza de Kuznetsk
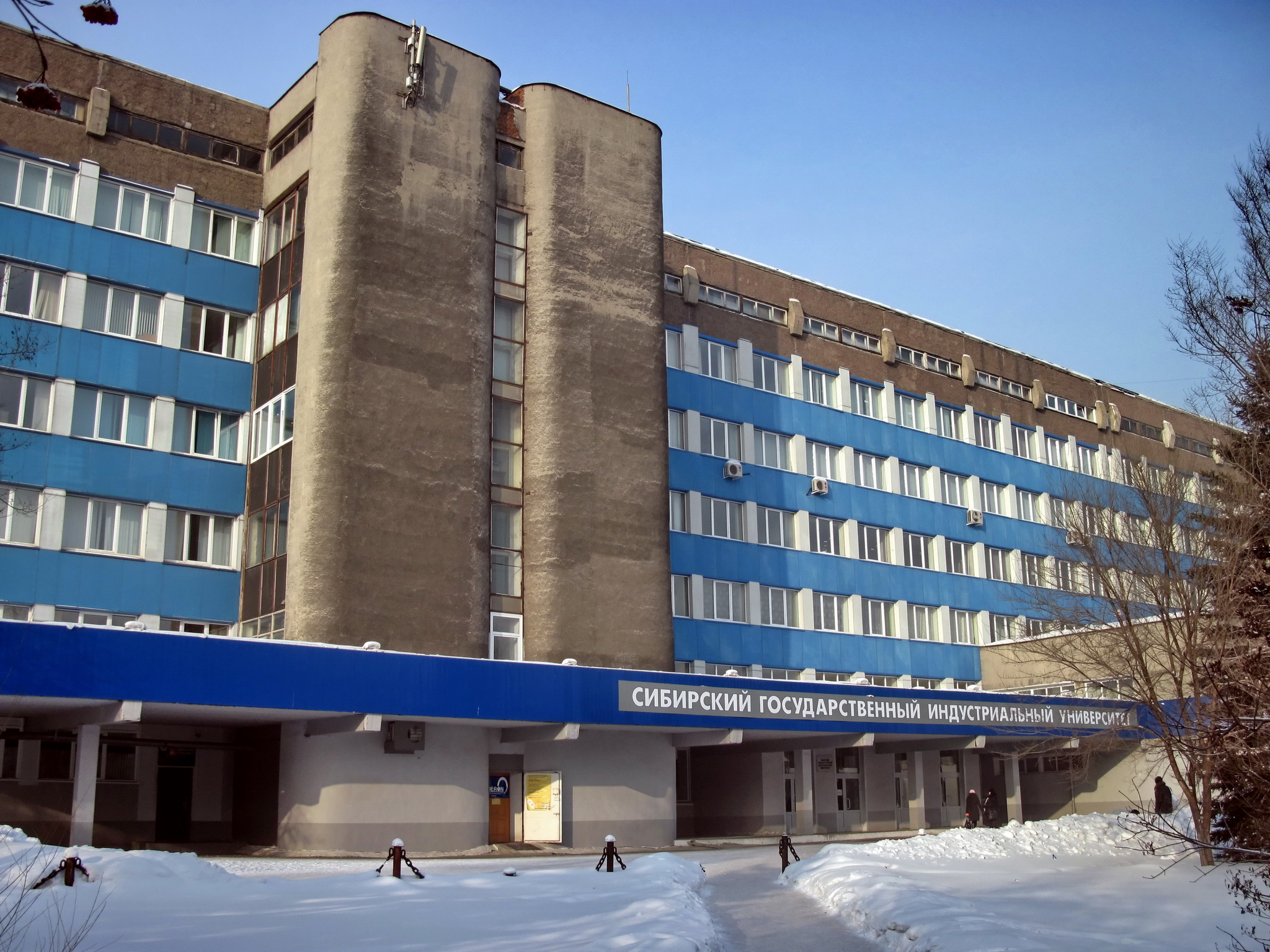
Universidad Industrial Estatal de Siberia (СибГИУ) en Novokuznetsk
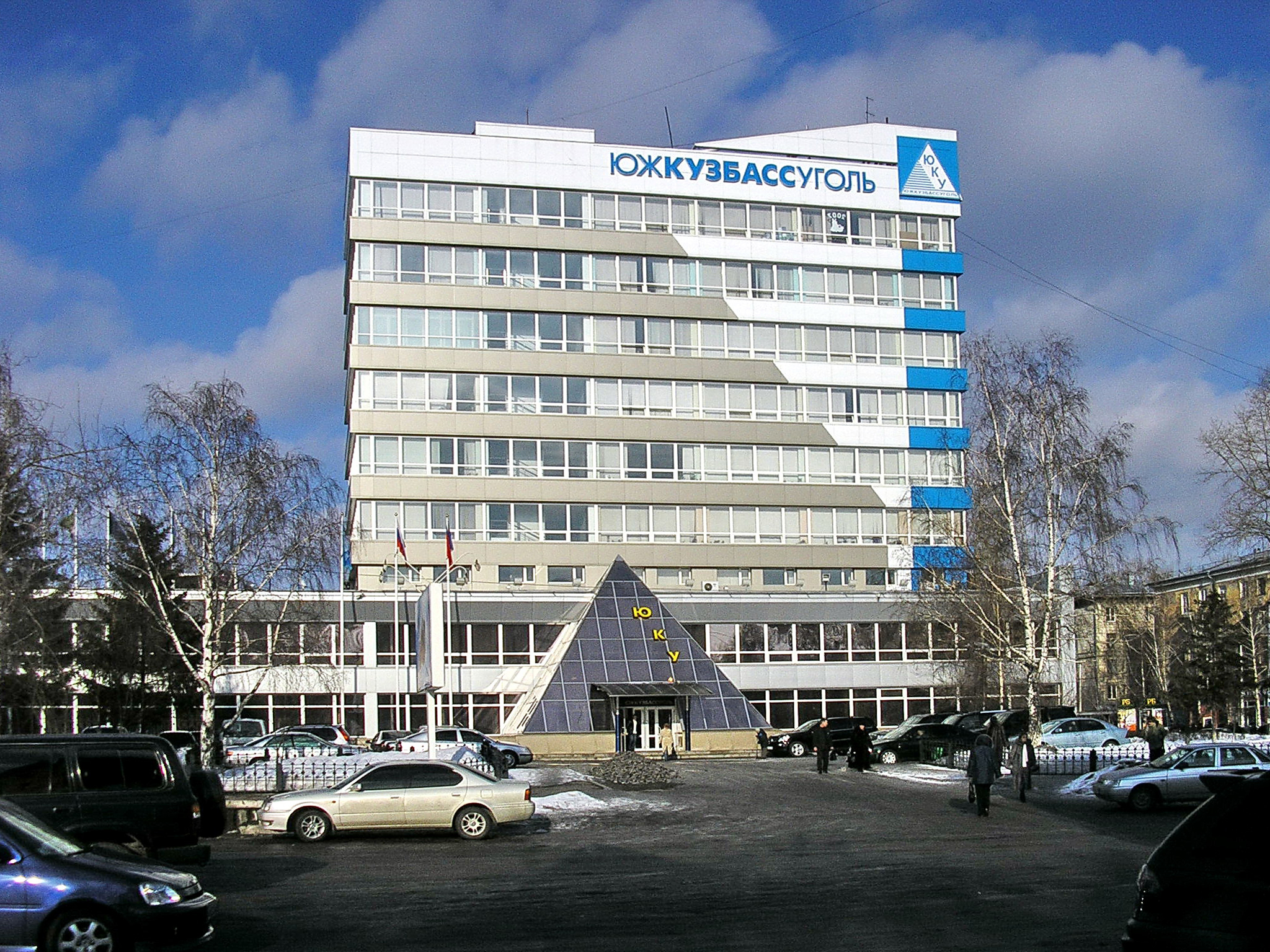
Sede de Yushkuzbassugol en Novokuznetsk
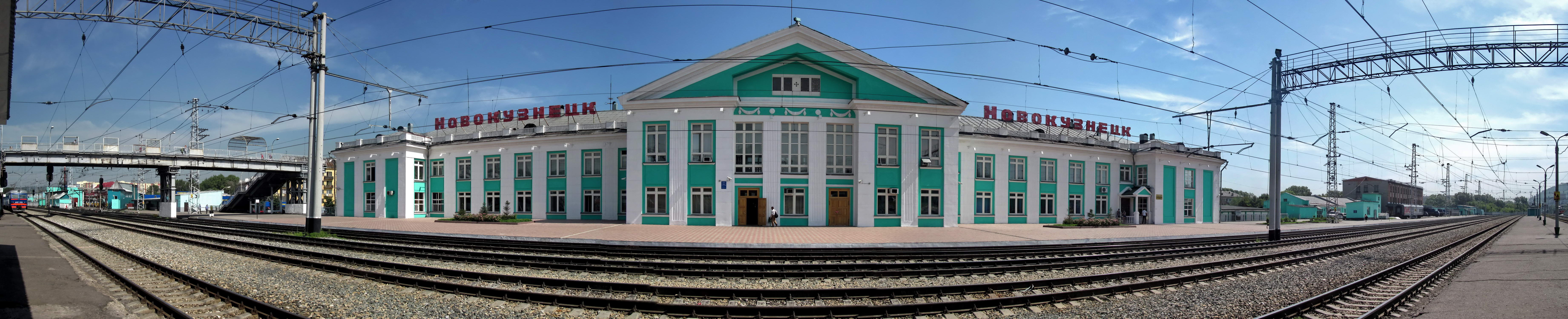
Estación de ferrocarril de Novokuznetsk
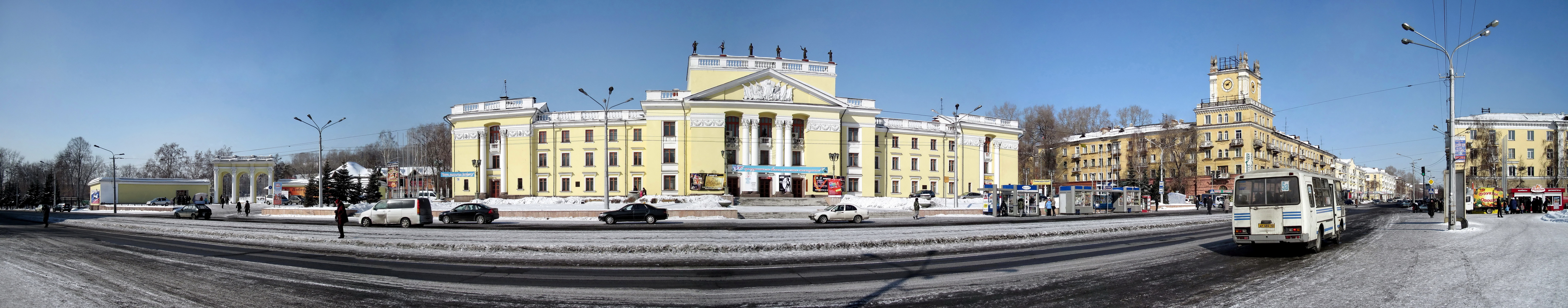
Calle Lénin
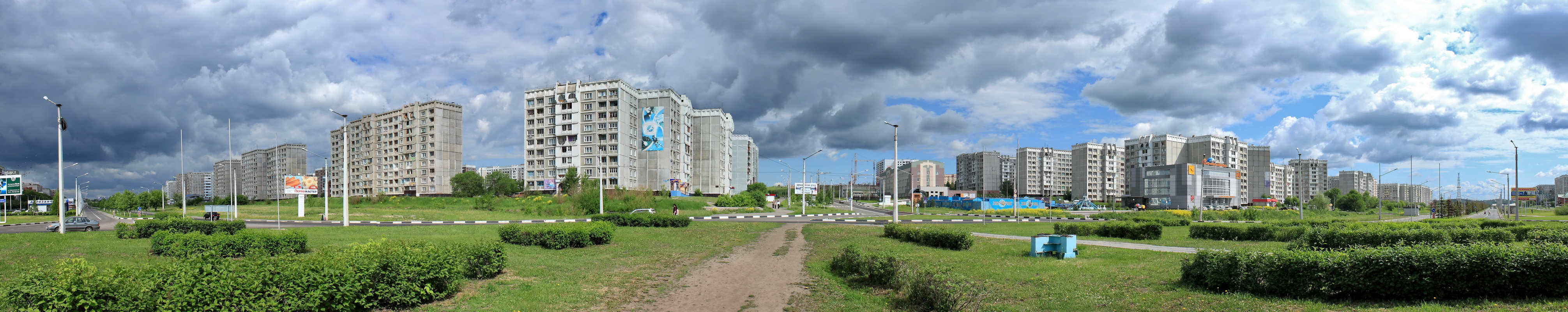
Distrito Novoilyinsky, avenida de los Aviadores
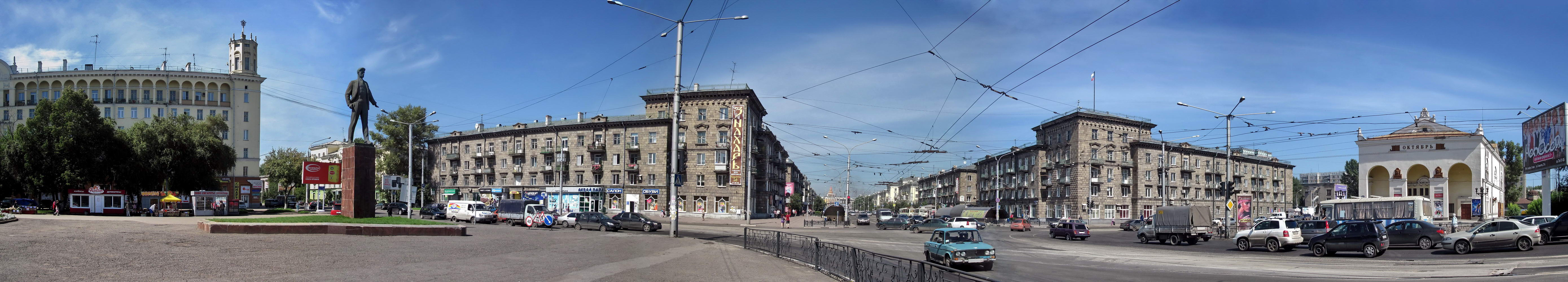
Cruce de las calles Metalurgov y Ordshonikidze

## Enlaces
- Wikimedia Commons alberga una categoría multimedia sobre Novokuznetsk.
- Sitio Web oficial
- Listado de empresas en Novokuznetsk en jsprav.ru (en ruso)
- Horario de trenes de cercanías, de largo recorrido y de autobuses de Novokuznetsk
- Cámaras web de Novokuznetsk

- Datos: Q93910
- Multimedia: Novokuznetsk / Q93910